# Giáo phận Hà Tĩnh
Giáo phận Hà Tĩnh (tiếng Latinh : Dioecesis Hatinhensis) là một Giáo phận Công giáo Rôma tại miền Bắc Trung Bộ Việt Nam, được thành lập vào ngày 22 tháng 12 năm 2018 tách ra từ Giáo phận Vinh. Lãnh thổ địa lý của Giáo phận Hà Tĩnh bao gồm tỉnh Hà Tĩnh và bắc tỉnh Quảng Trị (phần thuộc về tỉnh Quảng Bình cũ).
Đây là giáo phận mới nhất trong số 27 Giáo phận Công giáo ở Việt Nam. Lễ công bố thành lập Giáo phận cũng như lễ nhậm chức Giám mục Tiên khởi giáo phận Hà Tĩnh của Giám mục Phaolô Nguyễn Thái Hợp được tổ chức vào sáng thứ hai ngày 11 tháng 2 năm 2019 tại Nhà thờ Chính tòa Văn Hạnh, xã Thạch Trung, thành phố Hà Tĩnh, tỉnh Hà Tĩnh.
Giáo phận hiện đang được cai quản bởi Giám mục Chính toà Louis Nguyễn Anh Tuấn (từ năm 2023)

## Lịch sử

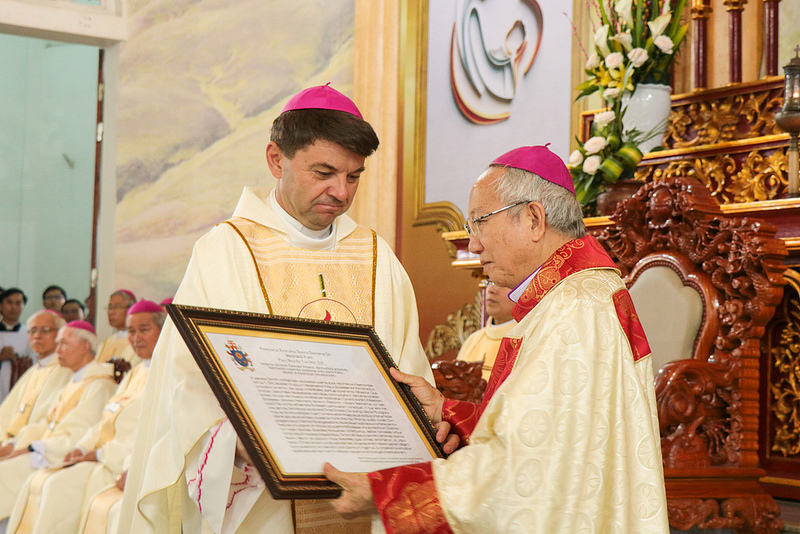
Trao sắc lệnh Thiết lập Giáo phận Hà Tĩnh

Chủ trương chia tách Giáo phận Vinh đã có từ lâu, từ thời giám mục Phêrô Gioan Trần Xuân Hạp. Năm 1994, Giám mục Hạp gửi văn thư yêu cầu cho phép chia tách giáo phận, tuy nhiên, lúc này giám mục Hạp đã 74 tuổi, sắp cận tuổi về hưu là 75 của Giáo hội Công giáo. Chính vì lý do này, các Bộ của Tòa Thánh yêu cầu công việc chia tách này nên để lại cho Giám mục kế nhiệm.
Giám mục kế nhiệm là Phaolô Maria Cao Đình Thuyên năm 2009 cũng lại gửi văn thư yêu cầu việc này. Nhưng lúc đó, giám mục Thuyên cũng đã 82 tuổi nên Thánh bộ của Tòa Thánh lại không có hồi đáp. Ngày 30 tháng 7 năm 2010, Bộ gửi văn thư cho tân giám mục Phaolô Nguyễn Thái Hợp hỏi về yêu cầu chia tách giáo phận. Giám mục Hợp đồng ý và nhanh chóng hoàn thiện hồ sơ trình lên tỉnh và trung ương. Sau đó ít lâu, ngày 12 tháng 8 năm 2011, Ban Tôn giáo Chính phủ thông báo trên nguyên tắc là Thủ tướng đã chấp thuận. Tuy vậy, cần bổ sung hồ sơ gồm: Văn bản của Chủ tịch Hội đồng Giám mục Việt Nam, văn bản về tên chính thức giáo phận và bản dịch công chứng Văn thư Tòa Thánh về vấn đề chia tách giáo phận (văn bản này đến năm 2018 mới hoàn thiện được.
Chính vì chủ trương này, ngày 16 tháng 9 năm 2003, nhà thờ Văn Hạnh đã được khởi công, với mục tiêu sẽ làm nhà thờ chính tòa của giáo phận được chia tách. Đến ngày 26 tháng 4 năm 2012, nhà thờ xây dựng hoàn tất và cử hành lễ khánh thành.
Từ năm 2013, khi đang là giám mục chính tòa của Giáo phận Vinh, Giám mục Phaolô Nguyễn Thái Hợp đã nhiều lần đề xuất cùng Hội đồng Giám mục Việt Nam và Tòa Thánh cho chia tách Giáo phận Vinh thành Giáo phận Vinh và Giáo phận Hà Tĩnh vì Giáo phận Vinh khi đó là giáo phận có số giáo dân đông thứ ba của Giáo hội Công giáo Việt Nam sau Giáo phận Xuân Lộc và Tổng giáo phận Thành phố Hồ Chí Minh.
Ngày 18 tháng 1 năm 2018, trong khuôn khổ chuyến thăm và làm việc tại Việt Nam, Thứ trưởng Bộ Ngoại giao Tòa thánh, Đức Ông Antoine Camilleri đã làm việc với Chính phủ Việt Nam, trong đó có nhiều nội dung bàn về việc thiết lập quan hệ ngoại giao và việc chia tách một số giáo phận. Ngày 22 tháng 12 năm 2018, Giáo hoàng Phanxicô tuyên bố chính thức thiết lập Giáo phận Hà Tĩnh trên cơ sở tách từ Giáo phận Vinh và bổ nhiệm giám mục Giáo phận Vinh Nguyễn Thái Hợp làm giám mục tiên khởi.
Nghi thức chính thức thiết lập Giáo phận và nhậm chức Giám mục Tiên khởi của Giám mục Phaolô Nguyễn Thái Hợp diễn ra vào ngày 11 tháng 2 năm 2019.

## Các giáo hạt và giáo xứ
Địa giới giáo phận: phía bắc giáp giáo phận Vinh, phía nam giáp tổng giáo phận Huế, phía đông giáp vịnh Bắc Bộ, phía tây giáp Hạt Đại diện Tông tòa Savannakhet (Lào).

### 1. Giáo hạt Văn Hạnh
Giáo hạt Vạn Hạnh gồm 12 giáo xứ và 1 giáo họ độc lập nằm trên địa bàn các xã, phường trung tâm tỉnh Hà Tĩnh.
1. Giáo xứ Chính tòa Văn Hạnh - Phường Trần Phú, tỉnh Hà Tĩnh (sở hạt)
2. Giáo xứ An Nhiên - Phường Trần Phú, tỉnh Hà Tĩnh
3. Giáo xứ Lộc Thủy - Xã Thạch Hà, tỉnh Hà Tĩnh
4. Giáo xứ Chân Thành - Phường Trần Phú, tỉnh Hà Tĩnh
5. Giáo xứ Tĩnh Giang - 36 Nguyễn Trung Thiên, phường Thành Sen, tỉnh Hà Tĩnh
6. Giáo xứ Hòa Thắng - Xã Thạch Lạc, tỉnh Hà Tĩnh
7. Giáo xứ Kẻ Đông - Xã Thạch Xuân, tỉnh Hà Tĩnh
8. Giáo xứ Hương Bình - Phường Hà Huy Tập, tỉnh Hà Tĩnh
9. Giáo xứ Song Thủy - Xã Thạch Hà, tỉnh Hà Tĩnh
10. Chuẩn giáo xứ Tiến Thủy - Xã Thạch Hà, tỉnh Hà Tĩnh
11. Giáo xứ Tân Lâm - TDP 11, xã Thạch Hà, tỉnh Hà Tĩnh
12. Giáo xứ Văn Hòa - Phường Hà Huy Tập, tỉnh Hà Tĩnh
13. Giáo họ độc lập Ngũ Đông - Xã Toàn Lưu, tỉnh Hà Tĩnh

### 2. Giáo hạt Trung Nghĩa
Giáo hạt Trung Nghĩa gồm 8 giáo xứ nằm trên địa bàn các xã phía đông tỉnh Hà Tĩnh.
1. Giáo xứ Trung Nghĩa - Xã Lộc Hà, tỉnh Hà Tĩnh (sở hạt)
2. Giáo xứ Cửa Sót - Xã Lộc Hà, tỉnh Hà Tĩnh
3. Giáo xứ Vĩnh Luật - Xã Mai Phụ, tỉnh Hà Tĩnh
4. Giáo xứ Xuân Tình - Phường Trần Phú, tỉnh Hà Tĩnh
5. Giáo xứ Mỹ Lộc - Xã Lộc Hà, tỉnh Hà Tĩnh
6. Giáo xứ Thu Chỉ - Xã Thạch Lạc, tỉnh Hà Tĩnh
7. Giáo xứ Cam Lâm - Xã Cổ Đạm, tỉnh Hà Tĩnh
8. Giáo xứ Làng Khe - Xã Đồng Tiến, tỉnh Hà Tĩnh.

### 3. Giáo hạt Can Lộc
Giáo hạt Can Lộc gồm 9 giáo xứ nằm trên địa bàn các xã phía đông tỉnh Hà Tĩnh.
1. Giáo xứ Tân Vĩnh - Xã Can Lộc, tỉnh Hà Tĩnh (sở hạt)
2. Giáo xứ Trại Lê - Xã Xuân Lộc, tỉnh Hà Tĩnh
3. Giáo xứ Hòa Mỹ - Xã Xuân Lộc, tỉnh Hà Tĩnh
4. Giáo xứ Kim Lâm - Xã Can Lộc, tỉnh Hà Tĩnh
5. Giáo xứ Tam Đa - Xã Xuân Lộc, tỉnh Hà Tĩnh
6. Giáo xứ Phương Mỹ - Xã Đồng Lộc, tỉnh Hà Tĩnh
7. Giáo xứ Tân Thành - Xã Gia Hanh, tỉnh Hà Tĩnh
8. Giáo xứ Tràng Đình - Xã Gia Hanh, tỉnh Hà Tĩnh
9. Giáo xứ Tân Sơn - Xã Can Lộc, tỉnh Hà Tĩnh
10. Giáo xứ Tân Vĩnh - Xã Can Lộc, tỉnh Hà Tĩnh

### 4. Giáo hạt Nghĩa Yên
Giáo hạt Nghĩa Yên gồm 8 giáo xứ nằm trên địa bàn các xã phía bắc tỉnh Hà Tĩnh.
1. Giáo xứ Nghĩa Yên - Xã Đức Thọ, tỉnh Hà Tĩnh (sở hạt)
2. Giáo xứ Đông Cường - Xã Đức Thọ, tỉnh Hà Tĩnh
3. Giáo xứ Kẻ Tùng - Xã Đức Quang, tỉnh Hà Tĩnh
4. Giáo xứ Thọ Ninh - Xã Đức Minh, tỉnh Hà Tĩnh
5. Giáo xứ Tiếp Võ - Phường Nam Hồng Lĩnh, tỉnh Hà Tĩnh
6. Giáo xứ Gia Hòa - Xã Nghi Xuân, tỉnh Hà Tĩnh
7. Giáo xứ Yên Lĩnh - Xã Nghi Xuân, tỉnh Hà Tĩnh
8. Giáo xứ Thượng Ích -  Xã Đức Thủy, tỉnh Hà Tĩnh

### 5. Giáo hạt Ngàn Sâu
Giáo hạt Ngàn Sâu gồm 8 giáo xứ nằm trên địa bàn các xã phía tây nam tỉnh Hà Tĩnh
1. Giáo xứ Tràng Lưu - Xã Lộc Yên, huyện Hương Khê, tỉnh Hà Tĩnh (sở hạt)
2. Giáo xứ Chúc A - Xã Hương Xuân, tỉnh Hà Tĩnh
3. Giáo xứ Gia Phổ - Xã Hương Khê, tỉnh Hà Tĩnh
4. Giáo xứ Làng Truông - Xã Hương Phố, tỉnh Hà Tĩnh
5. Giáo xứ Tân Hội - Xã Phúc Trạch, tỉnh Hà Tĩnh
6. Giáo xứ Tân Phương - Xã Hương Khê, tỉnh Hà Tĩnh
7. Giáo xứ Thịnh Lạc - Xã Hương Phố, tỉnh Hà Tĩnh
8. Giáo xứ Vĩnh Cư - Xã Phúc Trạch, tỉnh Hà Tĩnh

### 6. Giáo hạt Hương Phố
Giáo hạt Huơng Phố gồm 8 giáo xứ nằm trên địa bàn các xã phía tây nam tỉnh Hà Tĩnh.
1. Giáo xứ Ninh Cường - Xã Hương Phố, tỉnh Hà Tĩnh (Sở hạt)
2. Giáo xứ Thượng Bình - Xã Hương Khê, tỉnh Hà Tĩnh
3. Giáo xứ Tri Bản - Xã Hương Bình, tỉnh Hà Tĩnh
4. Giáo xứ Vạn Căn - Xã Hà Linh, tỉnh Hà Tĩnh
5. Giáo xứ Thổ Hoàng - Xã Hà Linh, tỉnh Hà Tĩnh
6. Giáo xứ Thọ Vực - Xã Hà Linh, tỉnh Hà Tĩnh
7. Giáo xứ Kẻ Vang - Xã Hà Linh, tỉnh Hà Tĩnh
8. Giáo xứ Vĩnh Hội - Xã Vũ Quang, tỉnh Hà Tĩnh

### 7. Giáo hạt Ngàn Phố
Giáo hạt Ngàn Phố gồm 8 giáo xứ nằm trên địa bàn các xã phía tây bắc tỉnh Hà Tĩnh.
1. Giáo xứ Kẻ Mui - Xã Hương Sơn, tỉnh Hà Tĩnh (Sở hạt)
2. Giáo xứ Kẻ Đọng - Xã Sơn Tiến, tỉnh Hà Tĩnh
3. Giáo xứ Đông Tràng - Xã Tứ Mỹ, tỉnh Hà Tĩnh
4. Giáo xứ Đức Vọng - Xã Sơn Giang, tỉnh Hà Tĩnh
5. Giáo xứ Antôn Khe Sắn - Xã Sơn Giang, tỉnh Hà Tĩnh
6. Giáo xứ Kim Cương - Xã Sơn Kim 1, huyện Hương Sơn, tỉnh Hà Tĩnh
7. Chuẩn Giáo xứ Truyền Tin - xã Sơn Giang, tỉnh Hà Tĩnh
8. Chuẩn Giáo xứ Mân Côi - Xã Vũ Quang, tỉnh Hà Tĩnh

### 8. Giáo hạt Cẩm Xuyên
Giáo hạt Cẩm Xuyên gồm 8 giáo xứ nằm trên địa bàn các xã phía nam tỉnh Hà Tĩnh, xếp theo ABC:
1. Giáo xứ Ngô Xá - Xã Cẩm Xuyên, tỉnh Hà Tĩnh (sở hạt)
2. Giáo xứ Lạc Sơn - Xã Cẩm Lạc, tỉnh Hà Tĩnh
3. Giáo xứ Mỹ Hòa - Xã Yên Hòa, tỉnh Hà Tĩnh
4. Giáo xứ Nhượng Bạn - Xã Thiên Cầm, tỉnh Hà Tĩnh
5. Giáo xứ Quèn Đông - Xã Cẩm Trung, tỉnh Hà Tĩnh
6. Giáo xứ Vạn Thành - Xã Cẩm Duệ, tỉnh Hà Tĩnh
7. Giáo xứ Vĩnh Phước - Xã Thiên Cầm, tỉnh Hà Tĩnh
8. Giáo xứ Phúc Thành - Xã Cẩm Duệ, tỉnh Hà Tĩnh.

### 9. Giáo hạt Kỳ Anh
Giáo hạt Kỳ Anh gồm 11 giáo xứ nằm trên địa bàn các xã, phường phía đông nam tỉnh Hà Tĩnh.
1. Giáo xứ Kỳ Anh - Phường Sông Trí, tỉnh Hà Tĩnh (sở hạt)
2. Giáo xứ Đông Yên - Phường Hoành Sơn, tỉnh Hà Tĩnh
3. Giáo xứ Dũ Lộc - Phường Sông Trí, tỉnh Hà Tĩnh
4. Giáo xứ Dũ Thành - Xã Kỳ Khang, tỉnh Hà Tĩnh
5. Giáo xứ Dũ Yên - Phường Vũng Áng, tỉnh Hà Tĩnh
6. Giáo xứ Đông Sơn - Phường Hoành Sơn, tỉnh Hà Tĩnh
7. Giáo xứ Kim Sơn - Xã Kỳ Khang, tỉnh Hà Tĩnh
8. Giáo xứ Quý Hòa - Phường Hải Ninh, tỉnh Hà Tĩnh
9. Giáo xứ Thiên Lý - Phường Vũng Áng, tỉnh Hà Tĩnh
10. Giáo xứ Xuân Sơn - Xã Kỳ Lạc, tỉnh Hà Tĩnh
11. Giáo xứ Đồng Hòa - Phường Hải Ninh, tỉnh Hà Tĩnh

### 10. Giáo hạt Bình Chính
Giáo hạt Bình Chính gồm 12 giáo xứ nằm trên địa bàn các xã phía bắc tỉnh Quảng Trị.
1. Giáo xứ Hướng Phương - Xã Quảng Trạch, tỉnh Quảng Trị (sở hạt)
2. Giáo xứ Chợ Sàng - Xã Tân Gianh, tỉnh Quảng Trị
3. Giáo xứ Diên Phúc - Phường Bắc Gianh, tỉnh Quảng Trị
4. Giáo xứ Đan Sa - Phường Bắc Gianh, tỉnh Quảng Trị
5. Giáo xứ Nhân Thọ - Phường Bắc Gianh, tỉnh Quảng Trị
6. Giáo xứ Tân Mỹ - Phường Bắc Gianh, tỉnh Quảng Trị
7. Giáo xứ Tân Phong - Phường Ba Đồn, tỉnh Quảng Trị
8. Giáo xứ Thủy Vực - Xã Phú Trạch, tỉnh Quảng Trị
9. Giáo xứ Trừng Hải - Xã Phú Trạch, tỉnh Quảng Trị
10. Giáo xứ Xuân Hòa - Xã Quảng Trạch, tỉnh Quảng Trị
11. Giáo xứ Phù Ninh - Xã Tân Gianh, tỉnh Quảng Trị
12. Giáo xứ Ba Đồn - Phường Ba Đồn, tỉnh Quảng Trị

### 11. Giáo hạt Hòa Ninh
Giáo hạt Hòa Ninh gồm 10 giáo xứ nằm trên địa bàn các xã phía bắc tỉnh Quảng Trị.
1. Giáo xứ Hòa Ninh - Xã Nam Gianh, tỉnh Quảng Trị (sở hạt)
2. Giáo xứ Cồn Nâm - Xã Nam Gianh, tỉnh Quảng Trị
3. Giáo xứ Cồn Sẻ - Xã Nam Gianh, tỉnh Quảng Trị
4. Giáo xứ Diên Trường - Xã Nam Ba Đồn, tỉnh Quảng Trị
5. Giáo xứ Giáp Tam - Xã Nam Ba Đồn, tỉnh Quảng Trị
6. Giáo xứ Liên Hòa - Xã Nam Gianh, tỉnh Quảng Trị
7. Giáo xứ Văn Phú - Xã Nam Gianh, tỉnh Quảng Trị
8. Giáo xứ Vĩnh Phước - Xã Nam Gianh, tỉnh Quảng Trị
9. Giáo xứ Hòa Đồng - Xã Nam Gianh, tỉnh Quảng Trị
10. Chuẩn Giáo xứ Chay - Xã Nam Ba Đồn, tỉnh Quảng Trị

### 12. Giáo hạt Minh Cầm
Giáo hạt Minh Cầm gồm 9 giáo xứ nằm trên địa bàn các xã phía tây bắc tỉnh Quảng Trị.
1. Giáo xứ Minh Cầm - Xã Tuyên Bình, tỉnh Quảng Trị (sở hạt)
2. Giáo xứ Đá Nện - Xã Tuyên Sơn, tỉnh Quảng Trị
3. Giáo xứ Đồng Tiến - Xã Tuyên Hóa, tỉnh Quảng Trị
4. Giáo xứ Kim Lũ - Xã Đồng Lê, tỉnh Quảng Trị
5. Giáo xứ Kinh Nhuận - Xã Tân Gianh, tỉnh Quảng Trị
6. Giáo xứ Lâm Sơn - Xã Tuyên Lâm, tỉnh Quảng Trị
7. Giáo xứ Minh Tú - Xã Tuyên Hóa, tỉnh Quảng Trị
8. Giáo xứ Phù Kinh - Xã Tân Gianh, tỉnh Quảng Trị
9. Giáo xứ Tân Hội - Xã Tuyên Phú, tỉnh Quảng Trị

### 13. Giáo hạt Nguồn Son
Giáo hạt Nguồn Sơn gồm 11 giáo xứ và 1 giáo họ độc lập nằm trên địa bàn các xã phía bắc tỉnh Quảng Trị.
1. Giáo xứ Đồng Troóc - Xã Phong Nha, tỉnh Quảng Trị (sở hạt)
2. Giáo xứ Khe Ngang - Xã Phong Nha, tỉnh Quảng Trị
3. Giáo xứ Gia Hưng - Xã Bố Trạch, tỉnh Quảng Trị
4. Giáo xứ Chày - Xã Phong Nha, tỉnh Quảng Trị
5. Giáo xứ Khe Gát - Xã Phong Nha, tỉnh Quảng Trị
6. Giáo xứ Tam Trang - Xã Phong Nha, tỉnh Quảng Trị
7. Giáo xứ Cây Lim - Xã Phong Nha, tỉnh Quảng Trị
8. Giáo xứ Yên Giang - Xã Bắc Trạch, tỉnh Quảng Trị
9. Giáo xứ Bàu Sen - Xã Phong Nha, tỉnh Quảng Trị
10. Giáo xứ Thanh Thủy - Xã Bắc Trạch, tỉnh Quảng Trị
11. Chuẩn giáo xứ Hội Nghĩa - Xã Phong Nha, tỉnh Quảng Trị
12. Giáo họ độc lập Na - Xã Phong Nha, tỉnh Quảng Trị

### 14. Giáo hạt Tam Tòa
Giáo hạt Tam Tòa gồm 9 giáo xứ nằm trên địa bàn các xã, phường trung tâm tỉnh Quảng Trị.
1. Giáo xứ Tam Tòa - Phường Đồng Hới, tỉnh Quảng Trị (sở hạt)
2. Giáo xứ Hà Lời - Xã Phong Nha, tỉnh Quảng Trị
3. Giáo xứ Sen Bàng - Xã Hòa Trạch, tỉnh Quảng Trị
4. Giáo xứ Trung Quán - Xã Ninh Châu, tỉnh Quảng Trị
5. Giáo xứ Phúc Tín - Xã Trường Ninh, tỉnh Quảng Trị
6. Giáo xứ Bình Thôn - Xã Ninh Châu, tỉnh Quảng Trị
7. Giáo xứ Hoành Phổ - Xã Trường Ninh, tỉnh Quảng Trị
8. Giáo xứ Bồng Lai - Xã Bố Trạch, tỉnh Quảng Trị
9. Giáo xứ Thanh Hải - Xã Bắc Trạch, tỉnh Quảng Trị

## Các danh địa trong giáo phận

### Nhà thờ chính tòa và Tòa Giám mục
Nhà thờ chính tòa Văn Hạnh, Thạch Trung, Thành phố Hà Tĩnh.
Tòa giám mục Hà Tĩnh, Thạch Trung, Thành phố Hà Tĩnh

### Các nhà thờ lớn, Thánh địa hành hương và các Dòng tu trong giáo phận.
- Di tích nhà thờ Tam Tòa, Thành phố Đồng Hới, tỉnh Quảng Bình
- Linh địa Thánh cả An-tôn tại giáo họ Đồng Xuân, xứ Xuân Tình (xã Hộ Độ, huyện Lộc Hà)
- Linh địa giáo xứ Khe Sắn (Đền thờ Thánh An-tôn) xã Sơn Lâm, huyện Hương Sơn, tỉnh Hà Tĩnh
- Khu mộ tưởng niệm Chân phước Linh mục tử đạo Gioan-Baotixita Malô tại giáo xứ Vĩnh Hội, xã Quang Thọ, huyện Vũ Quang, tỉnh Hà Tĩnh

Các dòng tu trong giáo phận.
- Đệ tử viện Dòng Mến Thánh giá Liên giáo phận Vinh - Hà Tĩnh tại giáo xứ Gia Hòa
- Dòng Phanxico, giáo xứ Gia Hòa
- Dòng Thừa sai Đức Tin, giáo xứ Tĩnh Giang, Thành phố Hà Tĩnh
- Dòng Nữ tu Tận hiến cho Chúa Thánh Thần, giáo xứ Tĩnh Giang, Thành phố Hà Tĩnh
- Dòng Donbosco, Trung tâm dạy nghề Hưng Bình, Kỳ Anh, Hà Tĩnh
- Dòng Nữ Đaminh Thánh Tâm, Giáo xứ Đông Yên, Kỳ Lợi, Kỳ Anh, Hà Tĩnh

## Các đời giám mục quản nhiệm
| STT | Tên                    | Thời gian quản nhiệm | Ghi chú                               |
| --- | ---------------------- | -------------------- | ------------------------------------- |
| 1   | Phaolô Nguyễn Thái Hợp | 2018-2021            | Giám mục Chính toà Tiên khởi          |
| 2   | Louis Nguyễn Anh Tuấn  | 2021-2023 2023-nay   | Giám quản Tông Tòa Giám mục Chính tòa |

Ghi chú:
- : Giám mục chính tòa
- : Giám mục Phó
- : Giám mục phụ tá hoặc Đại diện Tông Tòa
- : Giám quản Tông Tòa

## Nhân vật Công giáo nổi bật
- Thánh Pierre Dumoulin-Borie Cao, giám mục người Pháp, tử đạo tại Đồng Hới (Quảng Bình), Giáo phận Hà Tĩnh.
- Thánh Tôma Trần Văn Thiện, chủng sinh tử đạo, quê giáo xứ Trung Quán, Quảng Bình, giáo phận Hà Tĩnh
- Giám mục Phêrô Nguyễn Văn Viên, Giám mục Phụ tá Vinh, quê quán giáo xứ Hướng Phương, giáo phận Hà Tĩnh.
- Giám mục Giuse Võ Đức Minh, Nguyên Giám mục Giáo phận Nha Trang, quê quán Giáo xứ Tam Tòa, giáo phận Hà Tĩnh.
- Giám mục Phaolo Maria Cao Đình Thuyên, cố Giám mục Giáo phận Vinh, quê quán Giáo xứ Tràng Lưu, Giáo phận Hà Tĩnh.

## Hình ảnh

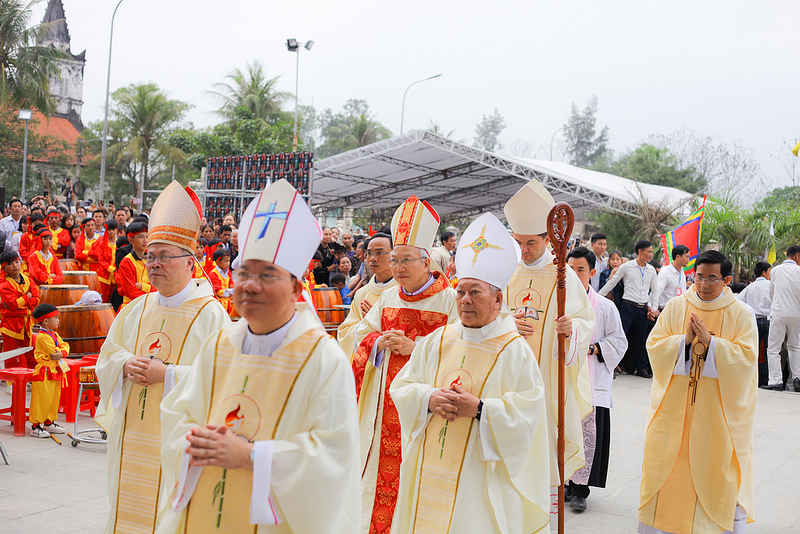
Lễ thiết lập Giáo phận Hà Tĩnh
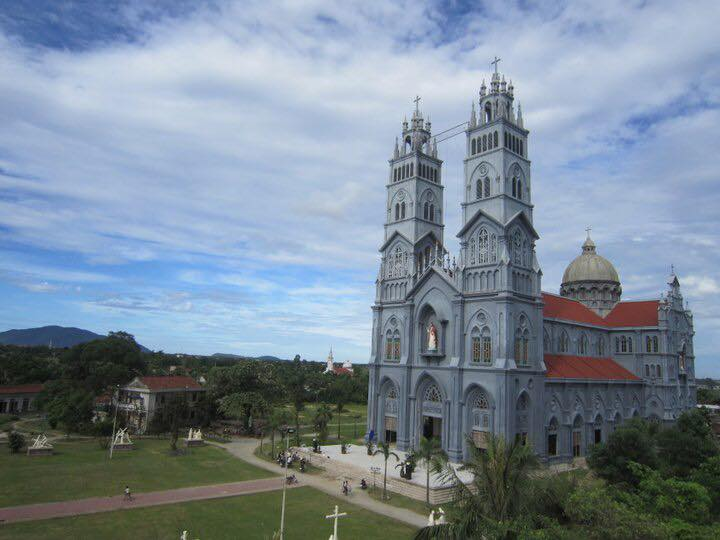
Hình ảnh bán toàn cảnh của nhà thờ chính tòa Giáo phận Hà Tĩnh năm 2018.